# 黄钦
黄钦（1962年10月—），男，汉族，江苏昆山人，中华人民共和国政治人物，曾任无锡市人民政府市长、中共无锡市委书记。
担任无锡副市长期间，与时任无锡市委书记的黄莉新一同，在经济与城市建设上提倡“城市规划小而美、城市财政属地原则、停止建设地铁、城市老旧房屋拆迁改造全面停止、财政补贴过剩产能企业”，导致无锡城市与经济发展停滞严重滞后。
担任无锡市委书记期间，正值新冠病毒爆发，任期内的经济停滞问题被隐藏在聚光面背后，连全国文明城市也因政治上的不作为而丢失。